# Це-Мат-Муван
Це-Мат-Муван или Муваан-Мат («Маленький Баклан-Сова»; ? — ?) — правитель Баакульского царства со столицей в Лакам-Ха (Паленке) с 19 октября 612 по 615 год.

## Биография
Це-Мат-Муван является преемником Ах-Неоль-Мата, воцарившись 19 октября 612 года. Его соперницей была Иш Сак К’ук, которая вероятно была сестрой Ах-Неоль-Мата и Ханаб-Пакаля, она выдвинула в качестве наследника своего сына Пакаля. В итоге она обвинила Це-Мат-Мувана в непочтительном отношении к богам и развале царства, сместив его с трона. Дальнейшая его судьба неизвестна.
Основные биографические данные:
- Воцарился: 9.8.19.7.18. 9 Etz'nab 6 Keh (19 октября 612).

В тексте Храма Надписей об этом говорится так: «Потерялись боги, потерялся царь; не украсил он (Це-Мат-Муван) Владык Венеры, не принёс он дар йокину Девятого Неба, шестнадцатому йокину, владыке многих поколений. В конце двадцатилетия 3 Ахав (613 г.) не принёс он дар Хемналь-Це-Мат-Мувану».

## Внешние ссылки
- ЦИВИЛИЗАЦИЯ МАЙЯ. Правители Паленке (недоступная ссылка) Архивировано 17 августа 2010 года.
- История города Паленке (Лакамха) царства Бакаль
- Баакуль на рубеже VI—VII веков. Поражения в войнах с Канулем и внутренний династический кризис.